# Těšenov
Vesnice Těšenov (německy Tieschenau) je součástí města Horní Cerekev, nachází se v okrese Pelhřimov v kraji Vysočina. Leží čtyři kilometry severovýchodně od Horní Cerekve. Ve vsi je evidováno 65 adres.

## Historie
První písemná zmínka o vesnici pochází z roku 1379, kdy patřila k panství Červené Řečice. Jeho součástí zůstala až do roku 1586, kdy ji od Rudolfa II. získali bratři Bohuslav, Kryštof mladší, Mikuláš a Arnošt Leskovcové z Leskovce. Těšenov připadl Arnoštovi, který si zde postavil tvrz s hospodářským dvorem, ale roku 1614 statek prodal Janovi mladšímu z Říčan. Ten vesnici opět připojil k řečickému panství. Tvrz v blíže neurčené době později zanikla.

## Pamětihodnosti
- Kaple
- Rodný dům sochaře a medailéra Josefa Šejnosta
- Sluneční hodiny
- Boží muka
- Pamětní kámen
- Statek Brajnerův dvůr v okolí obce

## Osobnosti
- Josef Šejnost (1878–1941), sochař a medailér
- Otakar Zahálka (1891–1942), divizní generál in memoriam, odbojář, zemský velitel Obrany národa

## Galerie

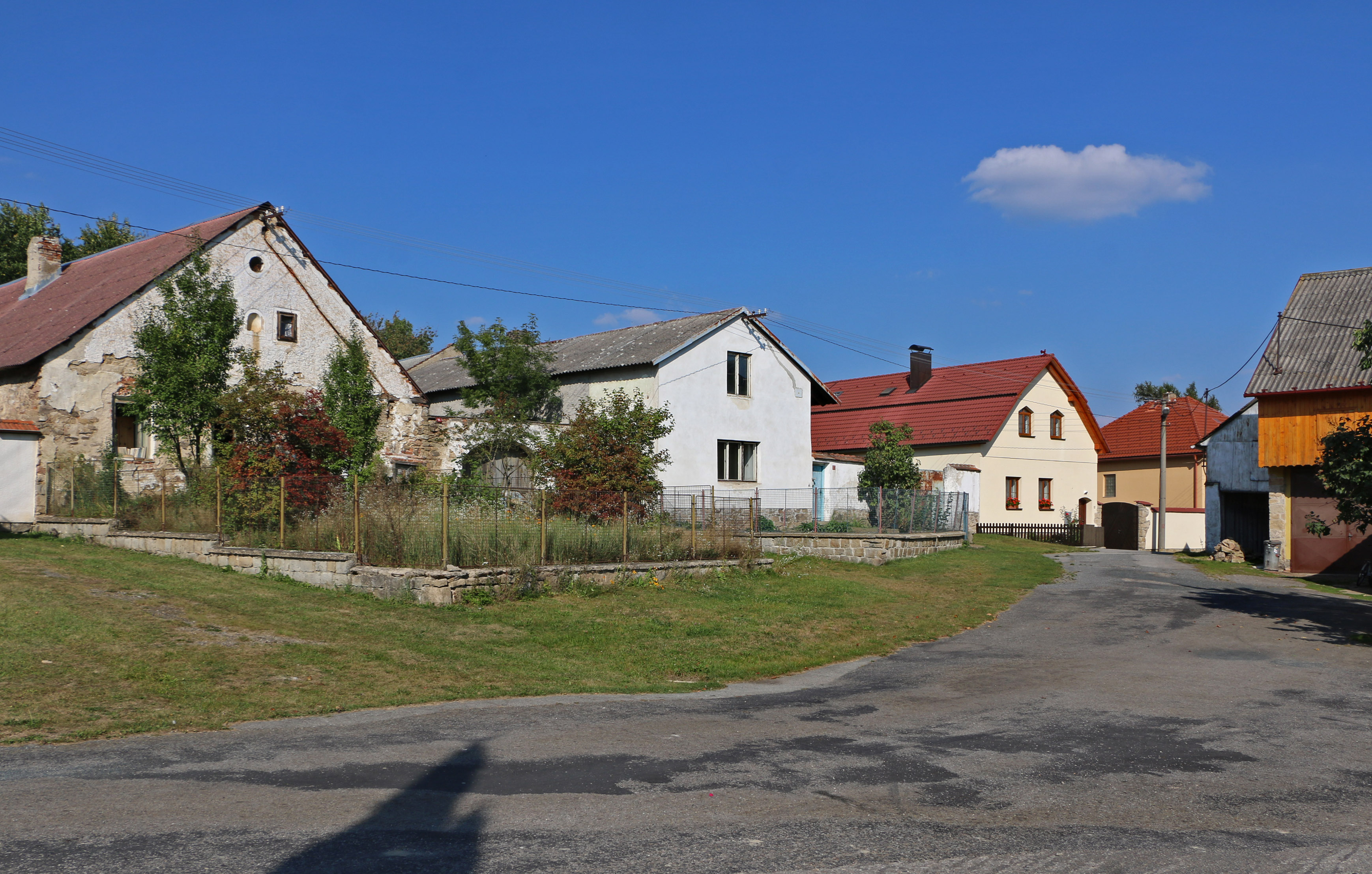
Náves
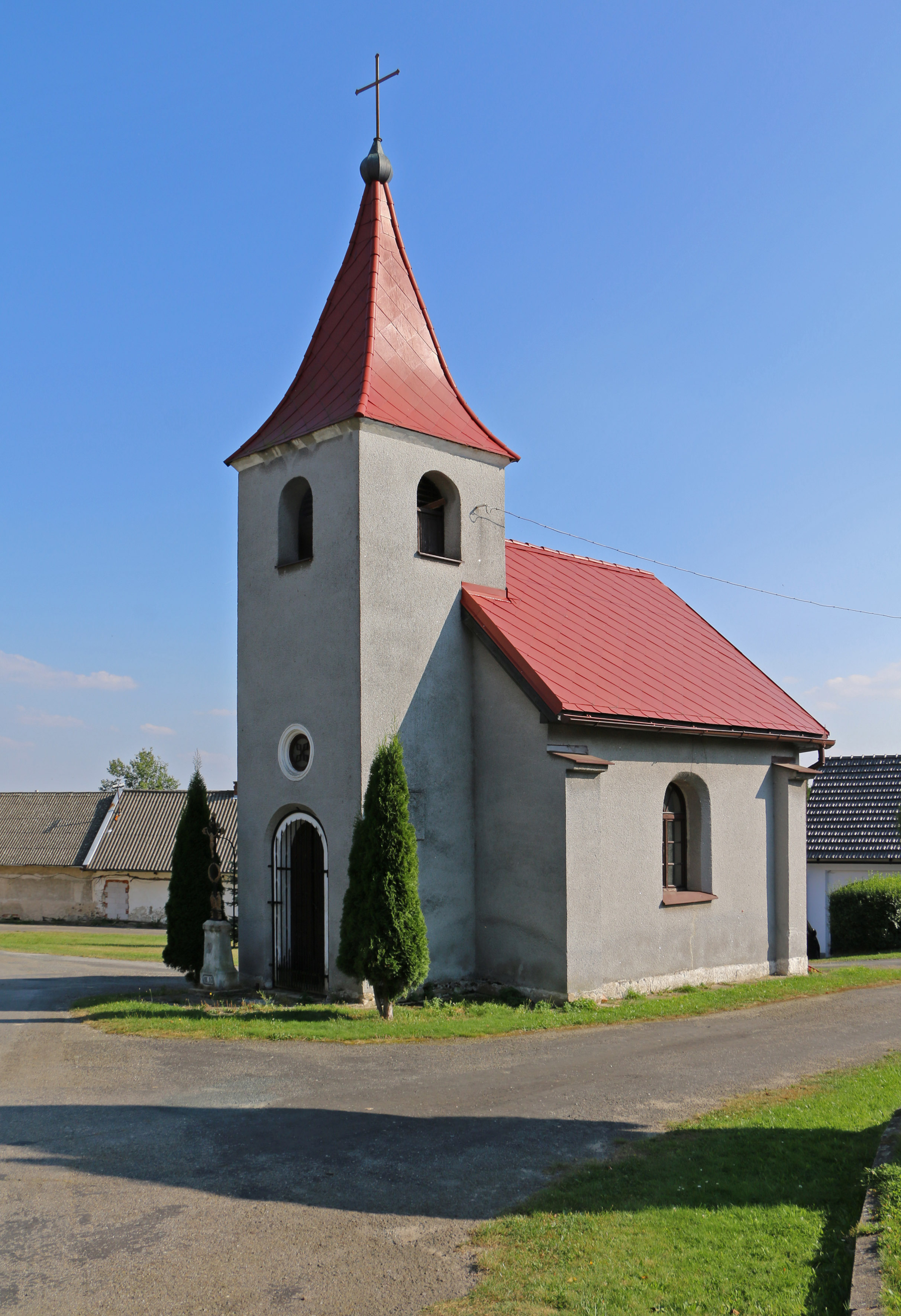
Kaple na návsi
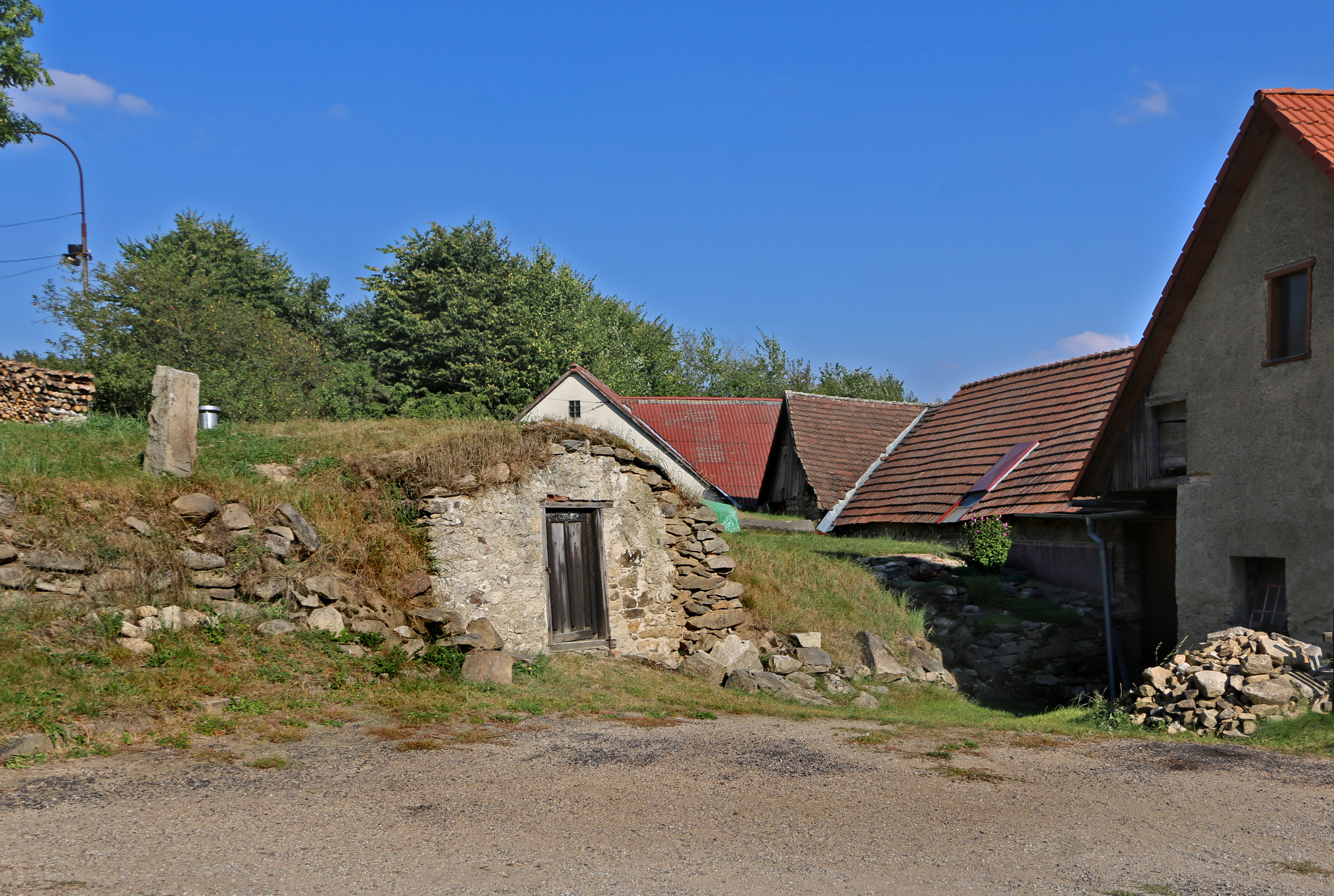
Sklepy